# 赫克力士長戟大兜蟲
長戟大兜蟲，成蟲體長最長紀錄為184.3毫米，由台灣愛森螗昆蟲生態館所創下，世界上最長的兜蟲，也是全世界最大的甲蟲之一，分布於拉丁美洲的熱帶雨林。力量極大，因此以希臘神話中的半神英雄赫拉克勒斯命名，一般顯示其承載能力僅達100倍的體重與獨角仙不同，而正式的獨角仙指的是叉犀金龜屬當中的獨角仙和其他的六個亞種。
長戟大兜蟲屬於完全變態，幼蟲期約1-1.5年，目前成蟲飼育世界紀錄長度可達184.3毫米，幼蟲重量可達200克以上。幼蟲期之後會化蛹，羽化之後的成蟲以樹汁或腐爛的水果為食，如果在家飼養，還可以吃昆蟲果凍。

## 描述
雄蟲體長（胸角尖端至翅鞘末端）約介於5至18 cm之間，並具有向前延伸的特化胸角及頭角，其胸角基部約 1/3 至 1/2 處有齒狀突起；四肢細細的，雌蟲體長約50至80mm之間，無胸角及頭角。前胸背板黑色，翅鞘呈暗黃色至棕色，襯有不規則黑色斑點，有些物種的翅鞘具有藍色至綠色光澤。翅鞘表面具有細毛，比起千里達長戟大兜蟲（Dynastes trinidadensis）的翅鞘表面較為粗糙。在乾燥的環境下，長戟大兜蟲的鞘翅會呈現偏黃的橄欖綠或黃綠色，但是在潮濕的環境下長戟大兜蟲的鞘翅則會變成黑色。
本種在形態與體色上均與瑞德氏長戟大兜蟲（Dynastes reidi）類似，但兩者雄蟲的觸角生長速率並不相同。
參考網址：https://arvr.google.com/scene-viewer/web?file=https://storage.googleapis.com/ar-answers-in-search-models/static/insects/hercules_beetle/model.glb&title=赫克力士長戟大兜蟲&referrer=google.com:INSECTS:ios_all_surfaces_intent&sound=https://storage.googleapis.com/ar-answers-in-search-models/static/insects/hercules_beetle/sound.mp3&initial_scale=2&card_content=https%3A%2F%2Farvr.google.com%2Fsearchar%2Finfocard%3Fdata%3DCg0vZy8xMWpiN3Q3OXE4EAg%26hl%3Dzh-Hant-HK&fdl

## 分布
長戟大兜蟲在南美洲的熱帶雨林廣泛的分部，而原指名亞種的 Dynastes hercules hercules 產於瓜達盧普島及多明尼加，其近緣物種瑞德氏長戟大兜蟲則分布於馬提尼克及聖露西亞。在不同亞種之間交會的地帶，有可能產生趨同演化的外貌特徵。

## 生態
與金龜子科所有成員一樣，長戟大兜蟲也是完全變態昆蟲，幼蟲為雞母蟲以腐植質為食。幼蟲期偏長，雄蟲約1年半到2年，雌蟲約1年，在原產地全年都可見長戟大兜蟲的蹤跡。外觀最大特徵的雄偉胸角是在化蛹的初期，由腹部輸送體液完成，若是無法輸送足夠的體液來充出完整的外型，或是因為蛹室不合身以及外力因素導致胸角變形，則羽化後的成蟲也會呈現出胸角畸形的狀態。成蟲以果凍為食，壽命約3到6個月，雌蟲的壽命通常較雄蟲長。

## 自然史
本種原先被分為13亞種。2018年，黃仁磐博士將其中10亞種提升至物種位階， 則僅描述產於瓜得羅普島及多明尼加上的物種。

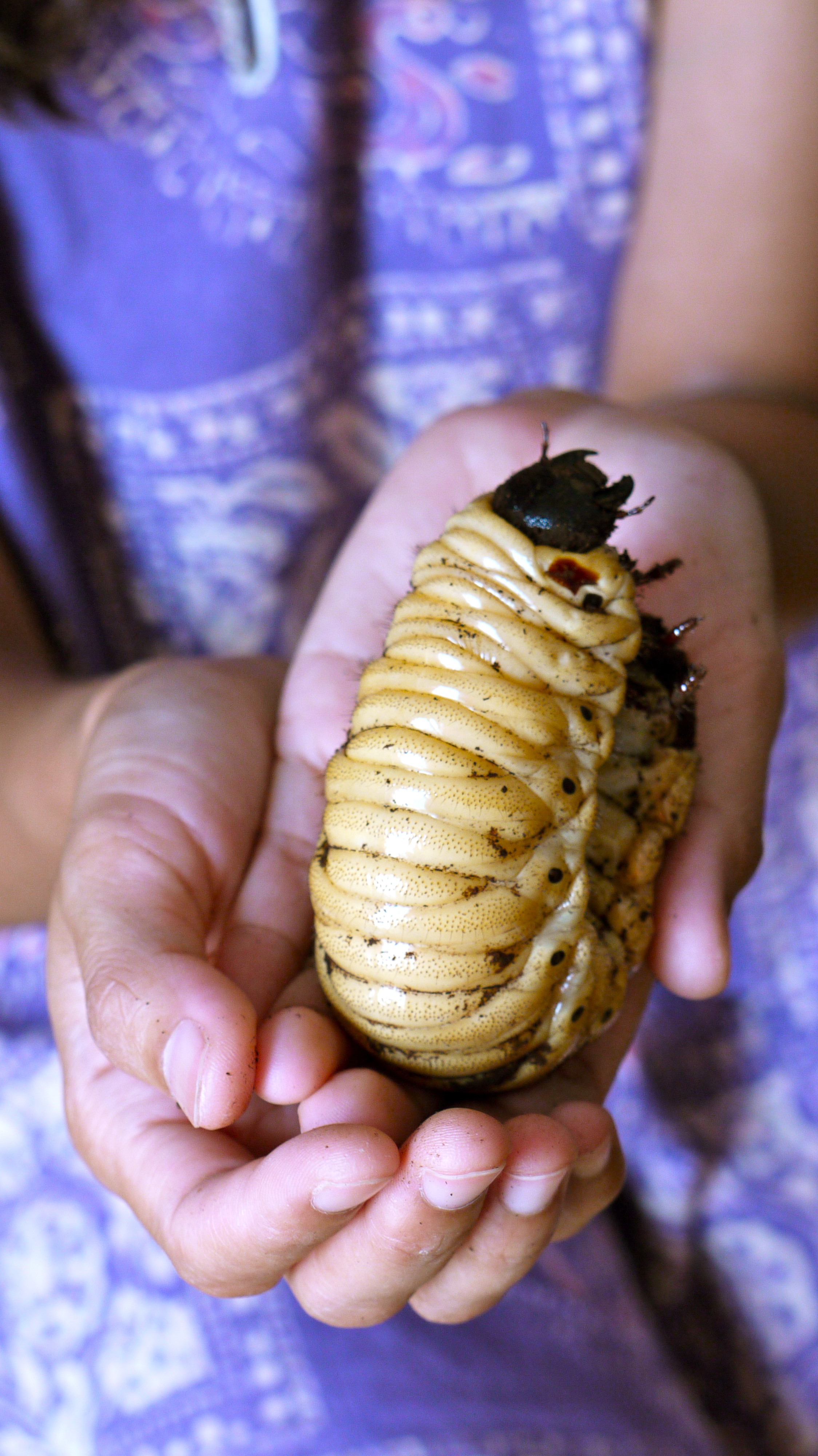
幼蟲

## 亞種
赫克力士長戟大兜蟲原有以下十三個亞種：
- 厄瓜多長戟大兜蟲 Dynastes hercules ecuatorianus Ohaus, 1913
- 長戟大兜蟲 Dynastes hercules hercules (Linnaeus, 1758)
- 理奇氏長戟大兜蟲 Dynastes hercules lichyi Lachaume, 1985
- 森島氏長戟大兜蟲 Dynastes hercules morishimai Nagai, 2002
- 西方長戟大兜蟲 Dynastes hercules occidentalis Lachaume, 1985
- 帕紹亞爾氏長戟大兜蟲 Dynastes hercules paschoali Grossi & Arnaud, 1993
- 瑞德氏長戟大兜蟲 Dynastes hercules reidi Chalumeau, 1977  (= baudrii Pinchon, 1976)
- 北方長戟大兜蟲 Dynastes hercules septentrionalis Lachaume, 1985  (= tuxtlaensis Moron, 1993)
- 高桑氏長戟大兜蟲 Dynastes hercules takakuwai Nagai, 2002
- 千里達長戟大兜蟲 Dynastes hercules trinidadensis Chalumeau & Reid, 1995 (= bleuzeni Silvestre and Dechambre, 1995)

2018年，黃仁磐將其中十一個亞種（含指名亞種）提升至種階，剩下下列兩個亞種因未採得樣本而被列為地位未定。
- 高桑氏長戟大兜蟲 Dynastes hercules takakuwai Nagai, 2002
  - 分布：巴西西部的亞馬遜森林區
  - 雄蟲：55~140mm - 雌蟲：50~75mm
- 圖斯特拉長戟大兜蟲 Dynastes hercules tuxtlaensis Moron, 1993
  - 分布：墨西哥南部的韋拉克魯斯州的圖斯特拉斯山脈及聖塔瑪塔山脈
  - 雄蟲：65~???mm - 雌蟲：無採集紀錄
  - 本亞種目前只有兩筆小型雄蟲的採集紀錄，並未發現過大型雄蟲與雌蟲。

## 人工飼養
長戟大兜蟲是相當熱門的昆蟲類寵物，在日本、台灣、歐美各地都有培育者悉心的育種。由於在中南美洲的原產地，長戟大兜蟲大多都是當地國家的保育類動物，因此採集、走私保育類生物成為了當地違法財源。此外，因為野生長戟大兜蟲在市面上的稀少與取得困難，再加上飼育者人為選種的緣故，現在的長戟大兜蟲飼育品大多都是由近親交配而來，因此也造成人工養育的長戟大兜蟲有各種遺傳疾病。

## 影視形象
- 《假面騎士劍》 - 假面騎士Blade、獨角仙Undead / 黑桃A技能 - 變身
- 《假面騎士KABUTO God Speed Love》 - 假面騎士Hercus
- 《精靈寶可夢》 - 赫拉克羅斯
- 《假面騎士ZERO-ONE》 - 「驚異大力士」鑰匙卡
- 《假面騎士REVICE》- 假面騎士Destream
- 《虫王战队超王者》- 大兜虫守护者